# Internationella arbetarassociationen (syndikalistisk international)
Internationella arbetarassociationen, förkortat I.A.A., är en internationell syndikalistisk fackföreningsfederation bildad i Berlin 1922.

## Förhistoria
Redan 1913 samlades syndikalistiska fackliga centralorganisationer från fjorton länder till en kongress i London. Närvarade gjorde representanter från Argentina, Belgien, Brasilien, Danmark, England, Frankrike, Holland, Italien, Kuba, Polen, Spanien, Sverige, Tyskland och Österrike. Kongressen tillsatte bland annat ett internationellt sekretariat, stationerat i Amsterdam, men då det första världskriget effektivt satte stopp för vidare förbindelser upphörde denna internationals verksamhet därmed.
År 1920 samlades syndikalistiska organisationer åter, denna gång till en internationell förkonferens i Berlin, vars huvudsyfte var att inta en gemensam hållning till den planerade Röda fackföreningsinternationalens konstituerande kongress i Moskva nästföljande år. Centralorganisationer från åtta länder var denna gång representerade: Argentina, England, Frankrike, Holland, Norge, Sverige, Tyskland och USA. Konferensen antog ett uttalande där man rekommenderade syndikalistiska organisationer från hela världen att närvara vid den Röda fackföreningsinternationalens konstituerande kongress i Moskva, och medverka i dess bildande. Detta dock under förutsättning att internationalen stod fri från inflytande från alla politiska partier, samtidigt som man helt tog avstånd från proletariatets diktatur.
Vid den Röda fackföreningsinternationalens konstituerande kongress närvarade därmed syndikalistiska organisationer från elva länder, som tillsammans representerade ungefär 2,5 miljoner arbetare. Dessa var Confederacion Nacional del Trabajo (Spanien), Comité Syndicalistè Revolutionaire (Frankrike), Deutscher Schiffartsbund (Tyskland), Federalistisk Sammenslutning (Danmark), Federation Obrero Regional (Argentina och Uruguay), I.W.W. (USA), National Arbeids-Secretariat (Holland), Norsk Syndikalistisk Federation (Norge), One Big Union (Kanada), S.A.C. (Sverige), USI (Italien). Ingen av dessa organisationer anslöt sig dock till Röda fackföreningsinternationalen.
Året efter, 1922, avhölls i stället ännu en förkonferens i Berlin, denna gång med målet att sammankalla till en konstituerande kongress för en egen, syndikalistisk, fackföreningsinternational. Närvarade på denna förkonferens gjorde organisationer från Frankrike, Holland, Italien, Norge, Ryssland, Spanien, Sverige och Tyskland, och man beslutade sammankalla till konstituerande kongress i Berlin julen 1922.

## I.A.A.s bildande
IAA:s konstituerande kongress ägde rum mellan den 25 december 1922 och den 2 januari 1923. Organisationer från tio länder - Argentina, Danmark, Frankrike, Holland, Italien, Norge, Ryssland (utan fast organisation) Sverige, Tjeckoslovakien (genom anslutning till tyska FAUD) och Tyskland - representerade tillsammans  ungefär 1,1 miljon syndikalistiskt organiserade arbetare. Svenska SAC representerades av Frans Severin och Edvin Lindstam. Den nya syndikalistiska internationalen fick alltså namnet Internationella Arbetareassociationen (I.A.A.), dess sekretariat förlades till Berlin och som arbetsutskott utsågs Augustin Souchy, Rudolf Rocker och Alexander Shapiro, för att sköta dess löpande arbete. Till detta hörde att månatligen utsända ett nyhetsbrev på tyska, engelska, franska, spanska och esperanto.
Kongressen antog resolutioner om I.A.A.s inställning till Röda fackföreningsinternationalen, om frågan om en facklig enhetsfront, stadgar för organisationen inklusive mål, uppgifter och principförklaring, protester mot förföljelser mot revolutionära och mot förföljelser i Ryssland, om revolutionär taktik, om arbetslöshetsfrågan, om produktionskontroll, driftsråd och kooperation, samt upprop till världens arbetare.

### I.A.A.s principförklaring 1922
"Den revolutionära syndikalismens principförklaring
1. Den revolutionära syndikalismen är arbetarnas på klasskampens grundval uppbyggda rörelse, som eftersträvar förenandet av alla handens och hjärnans arbetare i ekonomiska kamporganisationer för att förbereda och praktiskt genomföra befrielsen från löneslaveriet och den statliga undertryckningsapparaten. dess mål är reorganiseringen av hela det samhälleliga livet på basis av den fria kommunismen genom de arbetande klassernas egen revolutionära samhälleliga aktion. Den hävdar den uppfattningen, att endast proletariatets ekonomiska organisationer äro lämpade för genomförandet av dessa uppgifter och vänder sig därför till arbetarna i deras egenskap av producenter och skapare av samhälleliga värden, i motsättning till de moderna arbetarpartierna, som icke kunna komma i betraktande för konstruktiva ekonomiska mål.
2. Den revolutionära syndikalismen är en utpräglad motståndare av alla ekonomiska och samhälleliga monopol och eftersträvar deras avskaffande genom ekonomiska kommuner och industri- och jordarbetarnas förvaltning av driften på grundval av ett fritt rådssystem, som icke är underordnat någon politisk makt eller parti. Mot statens och partiernas politik ställer den arbetets ekonomiska organisation, emot människornas regerande tingens förvaltning. Påp grund härav eftersträvar den icke den politiska maktens erövring utan utrotandet av varje statlig funktion i samhällets liv. Den är av den mening, att herraväldets monopol måste försvinna när besittandets monopol försvinner och att staten aldrig i någon som helst form, ej heller under den så kallade "proletariatets diktatur", kan bli ett verktyg för befriandet av arbetet, utan ständigt blir skapare av nya monopol och nya privilegier.
3. Den revolutionära syndikalismens uppgift är tvåfaldig: den för på ena sidan den revolutionära dagskampen för förbättrandet av arbetarnas ekonomiska, andliga och sedliga ställning inom den nuvarande samhällsordningen. På andra sidan är dess förnämsta uppgift att utbilda massorna för den självständiga förvaltningen av produktionen och fördelningen och för övertagandet av det samhälleliga livets alla förgreningar. Den är övertygad om, att organiserandet av en samhällsordning, som i sin helhet stöder sig på producenterna, icke kan regleras genom regeringsbeslut och statsdekret, utan endast genom sammanslutning av alla handens och hjärnans arbetare inom varje särskild produktionsgren, genom övertagandet av varje enskilt företags förvaltning av producenterna själva, och detta under den form, att de enskilda grupperna, företagen och produktionsgrenarna bli självständiga led i den allmänna samhällsorganismen, vilka på grundval av ömsesidiga överenskommelser ordna totalproduktionen och den allmänna fördelningen i allas intressen.
4. Den revolutionära syndikalismen är motståndare till alla centralistiska strävanden och organisationer, som man lånat från staten och kyrkan och som systematiskt döda det självständiga initiativet och det egna tänkandet. centralismen är en konstlad organisation ovanifrån och nedåt, som på slump söker reglera alla enskilda angelägenheter. Därigenom bli de enskilda marionetter, som ledas och länkas ovanifrån. de enskildas privilegier måste vika för det allmännas intresse, uniformiteten för det olikartade, den döda disciplinen för det personliga ansvaret, dressyren för uppfostran. På grund härav står den revolutionära syndikalismen på den federalistiska sammanslutningens grund, d.v.s. organisation nedifrån och uppåt, det frivilliga sammanslutandet av alla krafter på grundval av gemensamma intressen och övertygelser.
5. Den revolutionära syndikalismen förkastar varje parlamentarisk verksamhet och allt medarbete i de lagstiftande församlingarna. Även den friaste rösträtt kan icke mildra de gapande motsättningarna inom det nuvarande samhället, och hela det parlamentariska systemet har endast till uppgift att förläna lögnens och den sociala orättfärdighetens herravälde ett sken av laglig rätt - att förmå slavarna att sätta lagens stämpel på sitt slaveri.
6. Den revolutionära syndikalismen förkastar alla godtyckligt uppdragna politiska och nationella gränser och ser i nationalismen endast den moderna statens religion, bakom vilken endast de besittande klassernas intressen dölja sig. Den erkänner endast skillnad av regional natur och kräver för varje folkgrupp rätten att kunna reglera sina egna angelägenheter i solidarisk överensstämmelse med alla andra ekonomiska, regionala eller landsomfattande sammanslutningar.
7. Av samma skäl bekämpar den revolutionära syndikalismen militarismen i varje form och betraktar den antimilitaristiska propagandan som en av sina viktigaste uppgifter i kampen mot det bestående systemet. Därtill hör först och främst att man vägrar staten sin personlighet, och särskilt arbetarnas organiserade bojkott gent emot framställningen av krigsredskap.
8. Den revolutionära syndikalismen står på den direkta aktionens grundval och understödjer alla folkets strider, som icke stå i strid med dess mål: avskaffandet av ekonomiska monopol och statens våldsherradöme. Som kampmedel erkänner den strejk, bojkott, sabotage o.s.v. Sitt högsta uttryck finner den direkta aktionen i den sociala generalstrejken, i vilken syndikalisterna samtidigt se inledningen till den sociala revolutionen.
9. Fiender till varje organiserat våld i händerna på vilken som helst regering, glömma icke syndikalisterna att den slutliga kampen mellan den nuvarande kapitalismen och den kommande fria kommunismen icke kan gå för sig utan allvarliga sammanstötningar. De erkänna därför våldet som ett försvarsmedel gent emot de regerande klassernas våldsmetoder i kampen för det revolutionära folkets besittningstagande av företagen samt grund och jord. Liksom expropriationen av företag och jord måste genomföras av arbetarnas revolutionära ekonomiska organisationer och föras i den sociala reorganisationens banor, så får heller icke revolutionens försvar överlämnas till någon särskild militär- eller någon som helst annan organisation, som står utanför de ekonomiska sammanslutningarna, men måste anförtros massorna själva och deras ekonomiska organisationer.
10. Endast i det arbetande folkets revolutionära ekonomiska organisationer ligger hävstången till deras befrielse och den skapande kraften till samhällets återuppbyggande i den fria kommunismens anda."

Antagen på I.A.A.s konstituerande kongress i Berlin 1922-23.

### IAAs taktikuttalande 1922
"Revolutionär taktik
I betraktande av, att en social rörelses taktik aldrig kan vara något annat än den logiska konsekvensen av dess strävanden och slutmål och att den följaktligen måste anpassa sig efter dessa strävanden och slutmål, så erkänner den revolutionära syndikalismen endast sådana medel i sin dagliga kamp emot kapitalismens tyranni och dess politiska representant, staten, som stå i samklang med rörelsens slutliga fordringar - upprättandet av en ny social ordning på basis av frihetlig kommunism.
På grund härav förkastar kongressen principiellt varje kompromiss med den kapitalistiska utsugningens och den moderna klasstatens institutioner och betonar eftertryckligt, att den syndikalistiska verksamhetens tyngdpunkt måste läggas på massornas direkta och revolutionära aktion.
Med direkt och revolutionär aktion menar kongressen:
1. Propagandan, d.v.s. den outtröttliga och planmässiga utbredningen av den revolutionära syndikalismens idéer genom tal och skrift, liksom också genom offentliga demonstrationer, varvid det måste betonas, att de revolutionära syndikalisterna böra deltaga i alla arbetaredemonstrationer, som verka för den proletära befrielsen eller äro riktade mot reaktionen, dock under iakttagande av, att de därvid ständigt propagera för sina egna idéer och strävanden.
2. Strejken, d.v.s. producenternas organiserade arbetsnedläggelse för uppnåendet av bättre arbetsbetingelser, varvid syndikalisterna ständigt måste eftersträva att fördjupa sådana rörelsers sociala karaktär och höja dem från de vanliga lönestridernas nivå upp till medvetna i det gemensammas intresse förda aktioner, vars högsta betydelse ständigt är att söka i, att de bli uttryck för ömsesidig solidaritet och kollektivt initiativ.
3. Bojkotten, d.v.s. konsumenternas planmässiga kamp, genom vilken försäljningen av bestämda produkter skall förhindras, för att framtvinga deras framställning under bättre betingelser eller helt omöjliggöras, varvid särskilt sådana varor komma i betraktande, som konsumeras av de breda massorna. Bojkotten kan även antaga en politisk karaktär och i ett givet ögonblick rikta sig emot en regerings arbetarfientliga förordningar eller lagar. Bojkottens stora betydelse ligger däri, att den engagerar arbetarna i deras egenskap av konsumenter och gör dem uppmärksamma på deras kraft även i detta avseende.
4. Sabotage, d.v.s. det medvetna skadandet av företagaren genom planmässig framställning av dåligt arbete eller genom att göra verktyget obrukbart för att förmå företagaren att bifalla bestämda fordringar från arbetarna. Därvid måste uttryckligen betonas, att de revolutionära syndikalisterna äro principiella motståndare till förstörandet av varje genom mänskligt arbete skapat samhälleligt värde, och endast kunna godkänna ett sådant, när det gäller att försvara allmänna intressen eller elementära levnadsbetingelser. I detta fall ställer syndikalisterna arbetarnas sabotage av arbetsprodukterna och arbetsmetoderna upp emot arbetsköparnas sabotage av den proletära levnadsstandarden och arbetarnas hälsa. Sabotagens former äro beroende av de särskilda omständigheter, under vilka de bringas till användning och betydelsen av de mål man söker uppnå. De variera från obstruktion till planmässigt obrukliggörande av maskiner och verktyg o.s.v. i händelse av krigsfara, en reaktionär statskupp eller andra tilldragelser, som hota hela befolkningsklassers liv och frihet.
5. Det sociala ansvarets aktion, d.v.s. producenternas kamp mot framställandet av sundhetsfarliga varor, eller mot användandet av sämre eller mindrevärdigt materiel vid arbetet, varigenom allmänheten blir lurad till förmån för företagaren. Denna aktionsform får för framtiden en allt större betydelse för framtiden, i det genom denna helt nya förhållanden kunna skapas mellan producenter och konsumenter och bandet mellan dem kan knytas fastare än hittills. Denna aktion kommer så att säga att bilda inledningen till arbetarnas medbestämmanderätt på produktionen.
6. Generalstrejken, d.v.s. producenternas arbetsvägran inom samtliga yrken och industrier och i vilken aktion det högsta uttrycket för proletär solidaritet förkroppsligas. Därvid måste man skilja på generalstrejken för uppnåendet av bestämda mål inom ramen av det nuvarande borgerliga samhället och den "sociala generalstrejken", som utvecklas i händelse av revolutionära situationer och så kan bilda inledningen till den sociala revolutionen. I det senare fallet för generalstrejken till öppet folkuppror och till producenternas uppgift att bringa folkets alla skapande krafter till utveckling, för att praktiskt genomföra samhällets reorganisering och förhindra varje ny form av politiskt tyranni och ekonomisk utsugning."

Antagen på I.A.A.s konstituerande kongress i Berlin 1922-23.

## Motvind och tillväxt (1923-1938)
Vid den konstituerande kongressens avslutande var det endast organisationerna från Norge, Sverige och Tyskland som omedelbart anslöt sig till den nya organisationen. Under de därpå följande åren anslöt sig utöver övriga närvarande på kongressen även syndikalistiska centralorganisationer från Portugal, Mexiko, Spanien och Uruguay, samt organisationerna Allgemeine Arbeiter Verband Ober Elsass och IWW Chile. Detta trots att det från stora delar av världen vittnades om häftig reaktionär regeringsterror riktad mot de syndikalistiska organisationerna.
I.A.A.s andra kongress hölls den 20-27 mars 1925 i Amsterdam, Holland. För SAC närvarade Albert Jensen. Kongressen antog bland annat en uppmaning till sina medlemsorganisationer att verka för bildandet av syndikalistiska ungdomsorganisationer i sina respektive länder, samt framtagandet av en I.A.A.s propagandaaffisch, vilken i Sverige trycktes upp i 2000 exemplar.
Den I.A.A.s tredje kongress som stadgeenligt skulle avhållits 1927 fick, på grund av att ingen regering i medlemsorganisationernas länder gav tillstånd därtill, i stället äga rum den 27-30 maj 1928 i belgiska Liége. Vid denna tidpunkt var till den syndikalistiska internationalen anslutna organisationer från Argentina, Belgien, Bolivia, Brasilien, Chile, Colombia, Ecuador, Frankrike, Guatemala, Holland, Italien (organisationen dock för tillfället upplöst av landets regering), Mexiko, Norge, Paraguay, Portugal (organisationen dock för tillfället upplöst av landets regering), Sverige, Spanien (organisationen dock för tillfället upplöst av landets regering), Tyskland och Uruguay. Sympatiserande men ej anslutna organisationer eller propagandasammanslutningar fanns i Colombia, Danmark, Japan, Kina och Österrike.
1929 avhölls i Buenos Aires en frihetlig panamerikansk kongress, som samlade delegerade från nästan samtliga länder i syd-, mellan- och nordamerika, och ledde till bildandet av Kontinental-Amerikas Arbetare-association (på spanska Associacion Continental Americana de los Trabajadores - A.C.A.T). Dess uppgift var att sköta förbindelserna mellan syndikalistiska organisationer på de amerikanska kontinenterna och samordna propaganda och övrig verksamhet.
År 1930 rapporterar I.A.A. följande medlemsorganisationer:
- Argentina: Federacion Obrera Regional Argentina

- Belgien: Syndicat des Mecaniciens de Liège

- Bolivia: Federacion Local de la Paz

- Brasilien: Federacion Operaria de Rio de Janeiro, Federacion Operaria de Rio Grande do Sul, Federacion Operaria de Bagé, Federacion Operaria de Uruguayana, Federacion Operaria de Pelotas & Para

- Bulgarien: Anarchosyndikalistische Propagandaorganisation

- Chile: Industrial Workers of the World (illegal)

- Costa Rica: Agrupacion Obrera de Estudios Sociales

- Frankrike: Confederation General du Travail

- Guatemala: Comité pro Accion Sindical de Guatemala

- Holland: Nederlandsch Syndikalistisch Vakverbond

- Italien: Italiens Syndikalistiska Unions emigrationskommitté

- Japan: Kanto Chibo Ippon Rodosha Kumiai

- Mexiko: Confederacion General de Trabajadores

- Norge: Norsk Syndikalistisk Federasjon

- Paraguay: Centro Obrero Regional del Paraguay

- Peru: Agrupacion "La Protesta"

- Polen: Anarkosyndikalistiska Fackföreningsoppositionen

- Portugal: Confederacio Geral do Trabalho

- Rumänien: Anarkosyndikalistiska Propagandaorganisationen

- Sverige: Sveriges Arbetares Centralorganisation

- Spanien: Confederacion Nacional del Trabajo

- Tyskland: Freie Arbeiter Union

- Uruguay: Federacion Obrera Regional Uruguay

- Österrike: Propagandagruppe für die Freie Arbeiter Union Österreichs

I.A.A.s fjärde kongress avhölls den 15-20 juni 1931 i Madrid, Spanien, med 38 ombud från 25 länder. Med den spanska monarkins fall och CNT:s återväxt stärks även I.A.A. i sin tro på den syndikalistiska rörelsen. Kongressen beslutar om en ökad propaganda riktad mot lantarbetare samt arbetande kvinnor och ungdomar.
I.A.A.s femte kongress avhölls den 24-31 augusti 1935 i Paris, Frankrike. Närvarade gjorde ombud från de belgiska, franska, holländska, spanska och svenska medlemsorganisationerna, samt ombud för de bulgariska, italienska och tyska organisationerna i emigrationen.
En extra kongress avhölls den 6-17 december 1937 i Paris, Frankrike, för särskild behandling av förhållandena i Spanien. Denna resulterade i I.A.A.s fulla stöd till spanska CNT och dess verksamhet, samt i en uppmaning till övriga medlemsorganisationer att efter egen bästa förmåga bistå CNT i kampen mot den spanska såväl som internationella fascismen.
I.A.A.s sekretariat förlades 1935 i Paris, men då den sjätte kongressen avhålls i samma stad den 29 oktober - 7 november 1938 beslutas i skuggan av det oroliga läget på kontinenten att det fortsättningsvis i stället skall vara förlagt till Stockholm, Sverige. SAC:s sekreterare John Andersson utsågs därmed till sekreterare även för I.A.A. Kongressen - på vilken närvarade ombud från Frankrike, Holland, Italien, Polen, Portugal, Spanien och Sverige - behandlade i övrigt frågor om antal röster för olika stora medlemsorganisationer och emigrantorganisationers status i I.A.A.

## Krig och förföljelse (1939-1953)
Med förflyttningen av I.A.A.s sekretariat till Stockholm valdes alltså John Andersson till organisationens sekreterare, och till övriga två ledamöter i I.A.A.s arbetsutskott utsåg SAC Bengt Hedin och Sigfrid Stenberg, varav den senare under ett par år fungerat som I.A.A.s kassör till dess han ersattes av Ragnar Johansson. Med det andra världskriget försvårades sekretariatets möjligheter att upprätthålla internationella kontakter i enlighet med sitt uppdrag. Utöver upprätthållandet av sedvanliga kontakter och I.A.A.s presstjänst ägnade sig det nya sekretariatet även åt att söka reformera den kontinental-amerikanska organisationen (A.C.A.T.), vars verksamhet legat nere några år, samt åt den i takt med ökad förföljelse av syndikalister i fascistiska länder allt mer akuta flyktingfrågan.
I spåren av den isolation som det andra världskriget innebar för det till Sverige förlagda sekretariatet fann sig SAC efter kriget vara den enda av IAA:s medlemsorganisationer som fortfarande var verksamma som fackförening. Övriga organisationer hade i praktiken utraderats under krigsåren, och återuppbyggnad i skuggan av det kalla kriget visade sig näst intill omöjligt.
I.A.A.s sjunde kongress avhölls i franska Toulouse den 11-23 maj 1951. Delegater närvarade från medlemsorganisationer i Argentina, Bulgarien, Danmark, England, Frankrike, Holland, Italien, Norge, Portugal, Spanien, Sverige, Tyskland och Österrike. En viktig fråga för kongressen och för I.A.A.s sekretariat under de nästföljande åren var försöken att få till en återförening av de två spanska fraktioner av CNT som splittrats 1945 och nu bedrev verksamhet på var sitt håll.
I.A.A.s åttonde kongress avhölls i Paris, Frankrike, den 19-24 juli 1953. Representanter närvarade från medlemsorganisationer i Argentina, Bulgarien, Chile, Danmark, England, Frankrike, Holland, Italien, Kuba, Norge, Spanien, Sverige, Tyskland, Uruguay och Österrike. Närvarade gjorde även observatörer från ej anslutna organisationer i Belgien, Holland och USA (I.W.W.) samt från den antifascistiska hjälporganisationen SIA. Ett kongressens beslut som kom att få besvärliga effekter under de följande årtiondena var uteslutningen ur I.A.A. av en av CNT:s båda fraktioner. Vidare beslöts att internationalens sekretariat skulle flyttas från Stockholm till franska Paris. Avgående sekreteraren John Andersson ombads att medfölja i flytten av sekretariatet och fortsätta det jobb han förtjänstfullt utfört de gångna femton åren, men avböjde och gick senare samma år i pension, vid en uppnådd ålder av 67.

## SAC lämnar I.A.A.
Svenska SAC hade 1953 röstat mot uteslutningen av CNT-fraktionen kring Subcomité Nacional ur I.A.A. och därefter fortsatt upprätthålla förbindelser med densamma. Detta innebar att relationerna med I.A.A.s nu Frankrikebaserade sekretariat blev allt sämre, och 1956 framförde SAC på I.A.A.s nionde kongress i Marseille kritik mot att I.A.A.s sekretariat i SAC:s mening använt sin internationella presstjänst för att driva en kampanj mot SAC:s förmenta reformism och avvikelse från en korrekt ideologisk linje. SAC kritiserades utöver sitt samröre med den uteslutna CNT-fraktionen också för sitt beslut att organisera en a-kassa (SAAK) med statligt stöd, liksom för sin inblandning i kommunalpolitiken genom medlemmars engagemang i Frihetliga kommunalfolket.
SAC:s femtonde kongress på hösten samma år beslutade att man stod fast vid den medlemsorganisationernas taktiska rörelsefrihet som man ansåg att I.A.A. nu sökte inskränka. Om I.A.A. vidhöll denna inskränkning ansåg SAC:s kongress att man inte längre kunde kvarstå i den syndikalistiska international man drygt trettio år tidigare varit med om att bilda, och beslöt därför att hålla inne medlemsavgiften till I.A.A. till dess frågan kunnat få en för SAC tillfredsställande lösning. Under åren 1956-58 undlät I.A.A.s sekretariat att hörsamma SAC:s påstötningar om att uppta förhandlingar kring de motstridiga ståndpunkter som vardera formulerats av I.A.A.s nionde respektive SAC:s femtonde kongresser.
När I.A.A.s tionde kongress - som avhölls den 25-27 augusti 1958 i Toulouse, Frankrike - behandlade frågan utmynnade debatten i en resolution som fastslog att SAC genom sitt agerande valt att ställa sig utanför I.A.A. Närvarade som SAC:s delegater gjorde Helmut Rüdiger och Evert Arvidsson. Trots detta utlåtande tillskrev I.A.A.-sekretariatets nyvalde sekreterare ändå SAC med förslag om fortsatta förhandlingar mellan SAC och I.A.A. i början av 1959, vilket dock inte resulterade i någon förändring av läget utöver att SAC gavs tid att återigen låta sina medlemmar behandla frågan, denna gång genom allmän omröstning. Omröstningen resulterade i att SAC:s hållning såsom den uttrycktes på organisationens femtonde kongress 1956 bekräftades, och att I.A.A.s resolution från 1958 om att SAC ansågs ha lämnat I.A.A. accepterades.

## Försök till återuppbyggnad (1954-idag)
Internationella Arbetareassociationen - I.A.A. - har under de senaste 60 åren inte mer än överlevt, och består idag endast av en handfull mindre organisationer, fackföreningar såväl som propagandagrupper.